# Jhojan Valencia
Jhojan Valencia (Cali; 25 de julio de 1996) es un futbolista colombiano. Juega de mediocampista, y actualmente milita en Universidad Católica de la primera división de Chile.

## Trayectoria

### Deportivo Cali
Es un jugador formado en una de las canteras más importantes de Colombia, logró ser promovido al plantel profesional en el año 2015, y debutó con la escuadra azucarera el 6 de marzo del 2015.
Pósteriormente también logró quedar campeón del Torneo Apertura 2015 derrotando en la final al independiente Medellín. Sumando así la novena estrella.

### Cúcuta Deportivo
A inicios de enero del 2017 es cedido hasta el 30 de junio al club santandereano , para que sumara minutos de juego y experiencia.

### Deportivo Cali
Al término de su cesión con el club santandereano regresa al conjunto azucarero para la disputa del torneo finalización del 2017 en el cual no consiguen clasificar a los cuartos de final.

### Unión Magdalena
Para el 2018 luego del ascenso ala Primera A del Unión Magdalena lo ficha en condición de préstamo hasta enero del 2020, para que otra vez ganará minutos de juego y experiencia.

### Deportivo Cali
Al término de su cesión con el ciclón regresa al conjunto azucarero. Renovando su contrato hasta el 31 de diciembre del 2021.
En el transcurso del torneo apertura del 2021 logra anotar un gol al La Equidad Seguros para sentenciar la goleada a favor de su equipo por 5-2.
Posteriormente logra quedar campeón del Torneo Finalización 2021 el 22 de diciembre derrotando en la final al Club Deportes Tolima en Ibagué, jugando los 90 minutos logrando así la décima estrella para el conjunto azucarero.

### Austin FC
El 13 de enero del 2022 luego del título de diciembre, el Deportivo Cali confirma el traspaso del jugador que se cerró en 1,2 millones de dólares por el 80% del pase de Jhojan al club Austin FC de la Major League Soccer de Estados Unidos, firmando por tres temporadas.

### Universidad Católica
El 11 de diciembre de 2024 es anunciado un principio de acuerdo entre el jugador y Universidad Católica de la primera división de Chile.
En el 8 de marzo de 2025, en un encuentro válido por la fecha fecha 4 de la Primera División de Chile, el Colombiano asistió por primera vez en un partido oficial con La Franja, al hallar a Fernando Zuqui en el minuto 46' del encuentro y poner el momentáneo 0-1 contra Ñublense de visita, encuentro que posteriormente sería empatado al minuto 90+8' del compromiso.

## Clubes
| Club                        | País           | Año       |
| --------------------------- | -------------- | --------- |
| Deportivo Cali              | Colombia       | 2015-2021 |
| → Cúcuta Deportivo (cedido) | Colombia       | 2017      |
| → Unión Magdalena (cedido)  | Colombia       | 2018-2019 |
| Austin FC                   | Estados Unidos | 2022-2024 |
| Universidad Católica        | Chile          | 2025-Act. |

## Palmarés

### Títulos nacionales
| Título              | Equipo         | País     | Temporada |
| ------------------- | -------------- | -------- | --------- |
| Categoría Primera A | Deportivo Cali | Colombia | 2015-I    |
| Categoría Primera A | Deportivo Cali | Colombia | 2021-II   |